# Quilla (ocells)

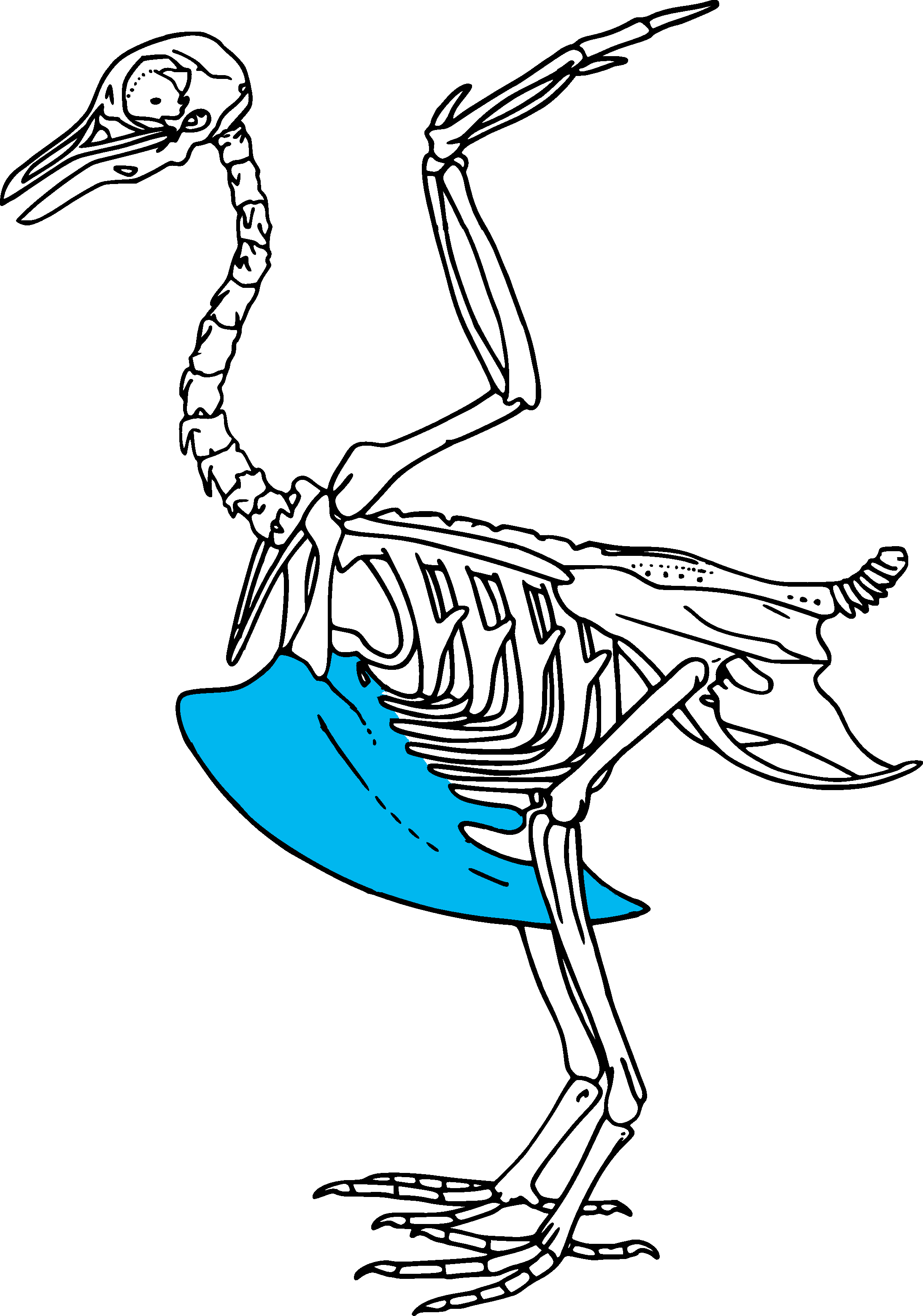
Aquest esquelet estilitzat de colom ressalta la 'quilla de l'os estèrnum.

Una quilla en l'anatomia dels ocells és una extensió de l'estèrnum (os del pit). La quilla ressegueix longitudinalment al llarg de la línia mitjana de l'estèrnum i s'estén cap a fora, perpendicular al pla de les costelles. La quilla proveeix un ancoratge per cada costat per als músculs del vol, pectorals i supracoracoideus, que baixen i pugen les ales respectivament. La quilla no existeix en totes les aus; manca en particular en alguns ocells no voladors.
Històricament, la presència o absència d'una estructura de quilla pronunciada va ser usada per una classificació àmplia de les aus en dos clades: Carinatae (de carina, quilla) que tenen una quilla pronunciada, i Estrucioniformes (referit a la forma aplanada de l'estèrnum) que tenen una estructura de quilla subtil o els manca per complet. Tanmateix, aquesta classificació ha caigut en desús a mesura que els estudis evolutius han demostrat que tots els ocells no voladors van evolucionar d'ocells voladors. La definició actual de Carinatae inclou ara tots els tàxons d'ocells moderns.